# Free Fall (film)
Pour les articles homonymes, voir Free Fall (homonymie).
Pour plus de détails, voir Fiche technique et Distribution.
Free Fall ou En chute libre (Freier Fall, littéralement « Chute libre ») est un film dramatique allemand coécrit et réalisé par Stephan Lacant, sorti en 2013. Une suite avait été envisagée pour 2018.

## Synopsis
Un jeune policier (Marc) aime sa femme (Bettina) qui est enceinte. Lorsqu’un nouveau collègue (Kay) débarque dans son unité, tout bascule : ils flirtent secrètement avant que les rumeurs ne se propagent autour d’eux entre jalousie et homophobie, puis ils deviennent amants. Lorsque le bébé de Marc naît, la situation devient de plus en plus tendue au sein de la famille. Finalement, les deux hommes sont contraints de se séparer. La vie de Marc va-t-elle redevenir celle d’avant ?

## Fiche technique
Sauf indication contraire, les informations mentionnées dans cette section peuvent être confirmées par la base de données cinématographiques IMDb,  présente dans la section « Liens externes ».
- Titre original : Freier Fall
- Titre francophone alternatif : En chute libre
- Titre international : Free Fall
- Réalisation : Stephan Lacant
- Scénario : Karsten Dahlem et Stephan Lacant
- Musique : Dürbeck & Dohmen
- Direction artistique : Petra Bock-Hofbauer
- Costumes : Bettina Marx
- Photographie : Sten Mende
- Montage : Monika Schindler
- Production : Christoph Holthof et Daniel Reich
- Sociétés de production : Kurhaus Production ; Südwestrundfunk (coproduction)
- Sociétés de distribution : Salzgeber & Company Medien (Allemagne) ; KMBO (France)
- Pays d'origine :  Allemagne
- Langue originale : allemand
- Format : couleur - 1.85 : 1 - 35 mm
- Genre : drame
- Durée : 97 minutes
- Dates de sortie :
  - Allemagne : 8 février 2013 (Berlinale) ; 23 mai 2013 (sortie nationale)
  - France : 18 octobre 2013 (Festival de films gays et lesbiens de Paris) ; 5 mars 2014 (sortie nationale)

## Distribution
- Max Riemelt : Kay Engel
- Hanno Koffler : Marc Borgmann
- Katharina Schüttler : Bettina Bischoff
- Oliver Bröcker : Frank Richter
- Stephanie Schönfeld : Claudia Richter
- Britta Hammelstein (de) : Britt Rebmann
- Shenja Lacher : Gregor Limpinski
- Maren Kroymann : Inge Borgmann
- Louis Lamprecht : Wolfgang Borgmann
- Vilmar Bieri : Lothar Bischoff
- Attila Borlan : Werner Brandt
- Horst Krebs : Bernd Eiden
- Samuel Schnepf : Benno Borgmann

## Production

### Tournage
Le tournage a lieu à Louisbourg dans le Bade-Wurtemberg, en été 2012. L'université d'éducation de Ludwigsburg (de) a servi de décor pour en faire des bâtiments de la police.

### Musique
La musique du film est composée par Dürbeck & Dohmen. La bande originale est sortie par MovieScore Media et AWAL, le 21 mai 2013.
1. Wrong Turn (2:32)
2. Smoking Weed (2:16)
3. Under the Shower (1:34)
4. Marc Kissed Kay (1:27)
5. Nightswimming (3:19)
6. Run Away (1:28)
7. Keep Breathing Evenly, Pussy! (1:39)
8. In the Elevator (2:13)
9. The Woods: Love (2:47)
10. The Woods: Running (2:29)
11. At the Doorstep (2:47)
12. Police Operation Aftermath (2:50)
13. Abandoned Apartment (2:23)
14. Under the Shower II (2:51)
15. Heading Home (1:29)
16. Back on the Track (Theme of Free Fall), (1:44)

## Distinctions

### Récompenses
- Festival international du film gay et lesbien de Philadelphie 2013 : meilleur film pour Stephan Lacant et Kurhaus Production
- Schwerin Art of Film Festival 2013 : prix de réalisation pour Stephan Lacant et Kurhaus Production

### Nominations
- Festival du film de télévision de Baden-Baden 2013 : MFG Star pour Stephan Lacant et Kurhaus Production
- Berlinale 2013 :
  - meilleur premier film pour Stephan Lacant et Kurhaus Production
  - prix du Jury pour Stephan Lacant et Kurhaus Production
- Deutscher Filmpreis 2014 : meilleur acteur dans un second rôle pour Hanno Koffler
- Verband der Deutschen Filmkritik 2014 : meilleur premier film pour Stephan Lacant